# Brezje (Cerknica)

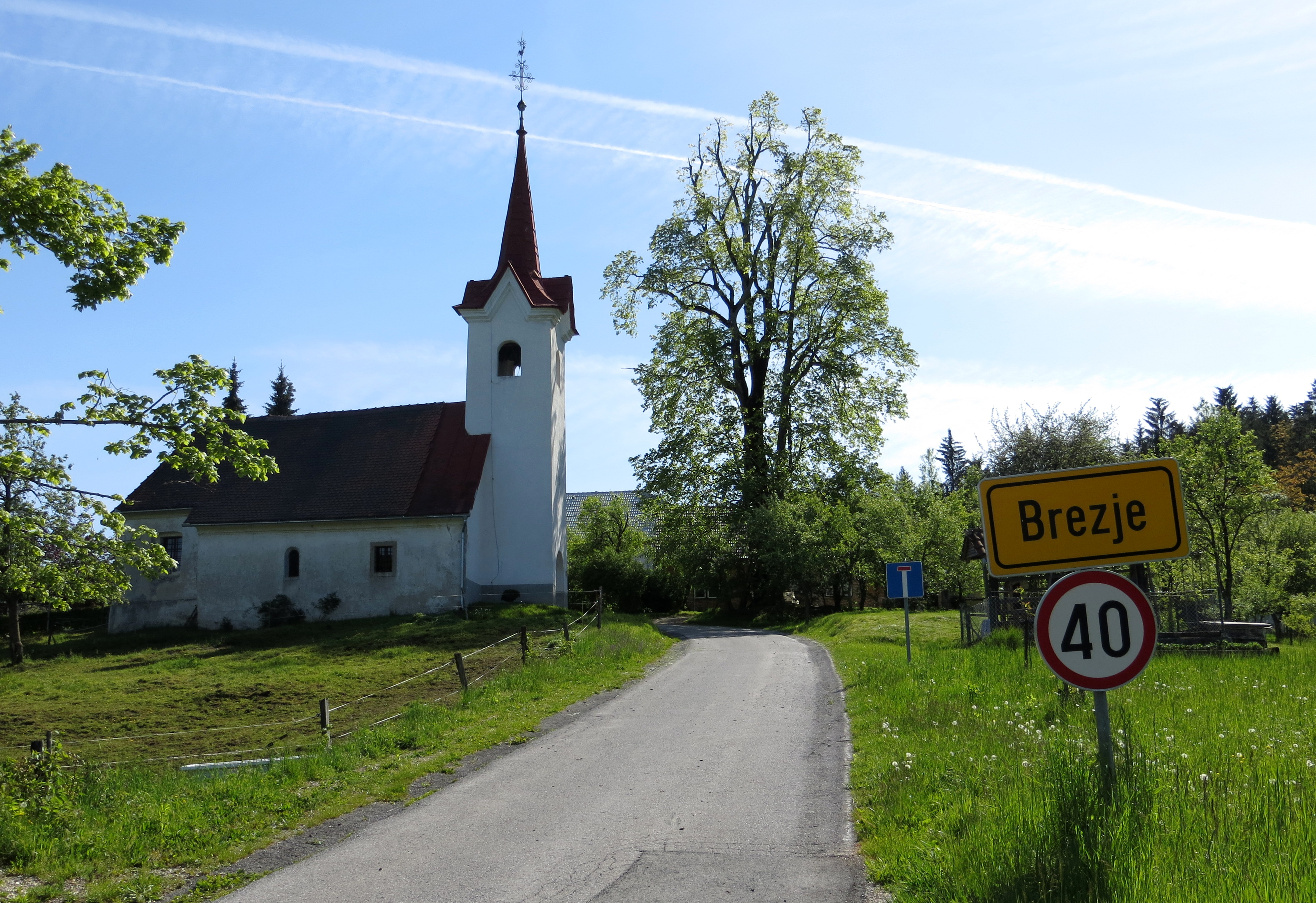
Kerk van Brezje

Brezje is een plaats in Slovenië en maakt deel uit van de gemeente Cerknica in de NUTS-3-regio Notranjskokraška. De plaats telde 29 inwoners op 1 januari 2020.